# マジカルムーブ
マジカルムーブ株式会社（英: MagicalMove）は、2023年5月31日付けで親会社がCBcloud株式会社に異動となり同社の100%子会社となる。ソフトバンクが2011年から実施している新規事業提案制度「ソフトバンクイノベンチャー」で提案され設立された事業会社。

## 概要
早朝・夜間の配送サービス「Scatch！（スキャッチ！）」を運営している。社名のマジカルムーブには「まるで魔法のようにすっとものが動いて届く、最適な効率でできる社会をつくりたい、そういうプレーヤーになりたい」という意味が込められている。

## Scatch！
「Scatch！」（スキャッチ！）は、夜間21～24時と早朝6～9時の1時間単位で受け取り時間を指定し荷物を届けるサービス。配送は提携している複数の配送会社が行い対象エリアは東京都と大阪府の一部(対象エリアはECサイトによって異なる)に限定している。日中に自宅を不在にしがちな単身者や共働き世帯の「出勤前や帰宅後、就寝前といったピンポイントの配達需要」に絞り込むことで不在再配達を減らす試みを行っている。
また、アプリを通じてAIが最適な宅配順序と配送に必要な車両数を提示し効率的な配送を行ったり、利用者が配送トラックの位置情報を把握できる仕組みを導入している。
当初はAmazonや楽天市場など国内ECサイトで購入した商品を受取り代行し、利用者(荷受人)が利用料を支払って指定時間に届けてもらうサービスであった。現在は提携ECサイトの配送料にコスト転嫁することで利用者の支払いはなくなった。2018年1月現在の提携ECサイトは3社。LOHACOのHappyOnTime、LOCONDOでは一定条件で費用が発生し、ウェビックでは配送業者の指定ができない。
2018年1月24日配達分以降からは対応時間帯を拡大し、午前9時～午後9時の取扱を開始した。ただし午前10時～午後8時の間は2時間単位の受け取り時間指定となる。

### 対応ECサイトと提供エリア
| ECサイト   | サービス名                              | 対象エリア |
| ---------- | --------------------------------------- | --- |
| LOHACO     | HappyOnTime                             | 東京都江東区、中央区、千代田区、港区、世田谷区、渋谷区、品川区、目黒区、大田区、新宿区、文京区 大阪府北区、此花区、福島区、西区、中央区、旭区、都島区、鶴見区、城東区 |
| LOCONDO.jp | ファーストクラス便                      | 東京都港区、中央区、江東区、千代田区、品川区、渋谷区、新宿区、世田谷区、目黒区、大田区                                                                                |
| Webike     | エクスプレス便 深夜早朝受け取りサービス | 一部地域(東京23区内) |
| Lenet      | プレミアム便                            | 集荷:東京都内10区（千代田区、中央区、港区、新宿区、江東区、品川区、目黒区、大田区、世田谷区、渋谷区） 配達:東京都内23区                                               |

### 対応時間帯
| 午前 | 午前6～7時        | 1時間単位指定 |
| 午前 | 午前7～8時        | 1時間単位指定 |
| 午前 | 午前8～9時        | 1時間単位指定 |
| 午前 | 午前9～10時       | 1時間単位指定 |
| 午前 | 午前10時～正午    | 2時間単位指定 |
| 午後 | 正午～午後2時     | 2時間単位指定 |
| 午後 | 午後2～4時        | 2時間単位指定 |
| 午後 | 午後4～6時        | 2時間単位指定 |
| 午後 | 午後6～8時        | 2時間単位指定 |
| 午後 | 午後8～9時        | 1時間単位指定 |
| 午後 | 午後9～10時       | 1時間単位指定 |
| 午後 | 午後10～11時      | 1時間単位指定 |
| 午後 | 午後11時～午前0時 | 1時間単位指定 |

## 沿革
- 2014年 - ソフトバンクイノベンチャーでAIを活用して宅配するサービスを提案[7]。
- 2015年6月10日 - 東京都港区・品川区・目黒区・渋谷区で先行開始。取扱いサイズは重量5kg以内、3辺合計が100cm以内[8]。
- 2016年
  - 1月28日 - サービスエリアを東京23区に拡大およびECサイト連携APIの提供開始[9]。取扱いサイズは重量25kg以内、3辺合計が160cm以内まで拡大[10]。
  - 5月27日 - アスクルのインターネット通販サービス「LOHACO」で「Happy On Time」試験運用開始。提供エリアは東京都（江東区、千代田区、中央区、港区）大阪府大阪市（北区）[11]。
  - 8月31日 - Happy On Timeを正式スタート。提供エリアは東京都（江東区、千代田区、中央区、港区、世田谷区、）大阪府大阪市（北区、福島区、此花区）[12]。
- 2017年
  - 4月3日 - 渋谷区、品川区にHappy On Timeのサービスエリア拡大[13]。
  - 4月11日 - 大阪市西区にHappy On Timeのサービスエリア拡大[14]。
  - 5月17日 - 新宿区、大阪市旭区にHappy On Timeのサービスエリア拡大[15]。
  - 5月24日 - マジカルムーブ株式会社設立[16]。
  - 9月14日 - 靴の通販サイト「LOCONDO.jp」で「Scatch！」導入[17]
  - 10月11日 - 文京区 にHappy On Timeのサービスエリア拡大[18]。
  - 10月12日 - リバークレインのバイク用品通販サイト「Webike」で「Scatch！」導入[19]。
  - 12月7日 - 第一種貨物利用運送事業登録[20]。
- 2018年
  - 1月24日 - 「Scatch！」の対応時間帯を拡大[21]。
  - 4月18日 - ホワイトプラスのネット宅配クリーニングサービス「Lenet」で「Scatch！」導入[22]
  - 6月4日 - JALエービーシーと提携し成田空港・羽田空港から都内23区へ時間指定配達サービス開始[23]
  - 11月6日 - ディノス・セシールの「ディノスオンラインショップ」で「Scatch！」導入[24]
- 2023年
  - 5月31日 - 同日付で親会社がCBcloud社へ異動[25]